# Marcel Bernanose
Pour les articles homonymes, voir Bernanose.
Marcel Georges Bernanose, né à Valenciennes le 23 août 1884 et mort à Paris le 2 avril 1952, est un peintre et graveur français.

## Biographie
Il est élevé à Nancy. Membre de la Société des artistes français, il devient Conseiller culturel du gouverneur général en Indochine et publie en 1922 un ouvrage sur Les Arts décoratifs au Tonkin.
Il participe à différents salons à Nancy et Paris où il expose des paysages de Lorraine, des vues de Paris et du midi de la France ainsi que des souvenirs extrêmes-orientaux.
En 1922, il est récompensé par le grand prix de l'exposition coloniale de Marseille. À partir de 1926, il passe en Hors-concours au Salon des artistes français.
Il est fait chevalier de la Légion d'honneur le 22 mai 1926.
Son atelier a été vendu et dispersé à Drouot en février 2017.